# Кенигсхигел
Кенигсхигел (њем. Königshügel) општина је у њемачкој савезној држави Шлезвиг-Холштајн. Једно је од 165 општинских средишта округа Рендсбург. Према процјени из 2010. у општини је живјело 160 становника. Посједује регионалну шифру (AGS) 1058089.

## Географски и демографски подаци
Кенигсхигел се налази у савезној држави Шлезвиг-Холштајн у округу Рендсбург. Општина се налази на надморској висини од 2 метра. Површина општине износи 6,3 km². У самом мјесту је, према процјени из 2010. године, живјело 160 становника. Просјечна густина становништва износи 26 становника/km².